# Atriplex corrugata
Atriplex corrugata är en amarantväxtart som beskrevs av Sereno Watson. Atriplex corrugata ingår i släktet fetmållor, och familjen amarantväxter. Inga underarter finns listade i Catalogue of Life.

## Bildgalleri

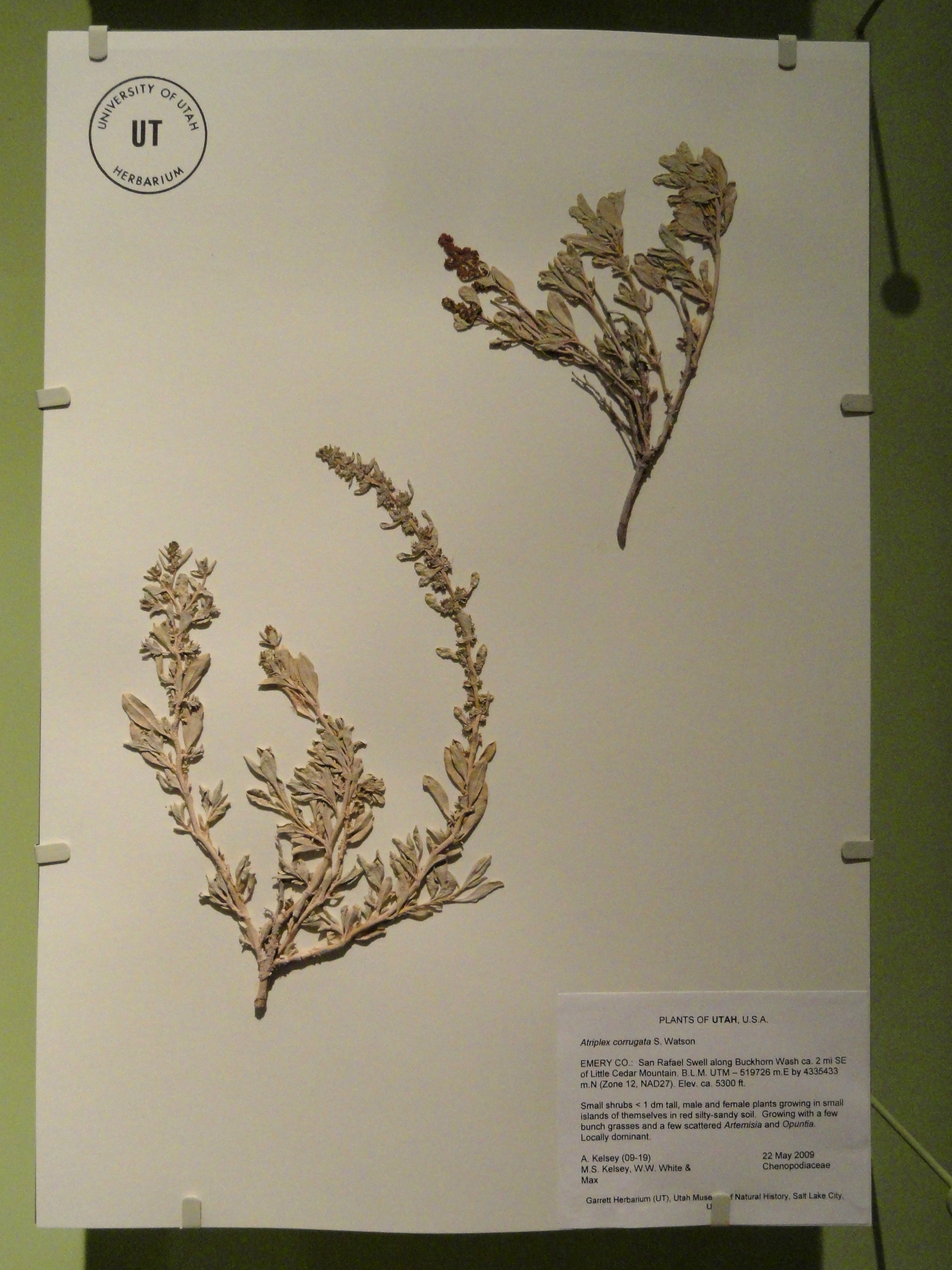